# Arbil
 Denne artikel omhandler byen, Arbil. Opslagsordet har også en anden betydning, se Arbil (provins).
Arbil (på kurdisk: Hewlêr, kurdisk: هەولێر; turkmensk: أربيل; gammelsyrisk: ܐܲܪܒܝܠ) er en by i det nordlige Irak. Arbil er hovedbyen i provinsen Arbil og udgør sammen med Mosul, Sulaymaniyah og dele af Kirkuk hovedbyerne i Iraks kurdiske område. Byen er Kurdistans hovedstad og største by. Der bor ca. 1,5 million i Arbil. Den ligger 80 kilometer øst for Mosul.

## Etymologi
Selv om stavemåden ofte ses som Erbil og Irbil, er udtalen Arbil – næsten med rul på r-et. Byens kurdiske navn er Hewlêr, også set stavet Hawler.

## Historie
Arbil er en ældgammel by og det historiske museum viser genstande fra oldtiden. Byen dateres til 2300 f.Kr. Det aramæiske navn Arbile betyder "fire guder" på det semitiske sprog: "arba" (fire) og "ile" (guder). I den assyriske tid hedder den Arbela og var et vigtigt religiøst område for gudinden Ishtar.
Arbil var en del af Persien i mange århundreder. Byens navn bliver nogle gange knyttet til slaget 1. oktober 331 f.Kr. mellem Alexander den Store og Dareios III af Persien. Det endte med et katastrofalt nederlag for Persien, og det blev efterfølgende en del af det seleukidiske imperium. Arbil var hovedstaden i fyrstendømmet Adiabene. I det 1. århundrede konverterede Adiabene til jødedommen og senere til kristendommen. Den første biskop Peqida blev ordineret i 104 e.Kr. Byens kristne historie fra 104 - 544 er beskrevet i "Arbelas Krønike".
I år 141 kom Arbil under Partherriget. Fra 195 var det i en kort periode under Rom, men kom igen under persisk styre under sassaniderne frem til de arabiske erobringer i det 7. århundrede.
I løbet af middelalderen blev Arbil et betydeligt handelsområde på ruten mellem Bagdad og Mosul. En international lufthavn blev åbnet efteråret 2005 med ruter til Dubai, Frankfurt og Istanbul. Med åbningen af Austrians normale rute til Wien 11. december 2006 blev rejser til Arbil betydeligt lettere. Der er mange flyruter fra de skandinaviske lande til Arbil.
Efter 2003 – og Irakkrigens afslutning – har byen Arbil oplevet en enorm økonomisk vækst. Et byggeboom har ramt byen og resten af Sydkurdistan (Kurdisk Irak).
Byen er med små 1,5 millioner mennesker blevet en metropol og er den hurtigst voksende by i området. Byens centrum (udenfor den ældste bydel med ringmur) er blevet kraftigt moderniseret med parker og indkøbscentre.